# Tiziano Siviero
Tiziano Siviero (Bassano del Grappa, 28 ottobre 1957) è un copilota di rally italiano.
È stato il navigatore di Miki Biasion, con il quale ha condiviso i due titoli mondiali (1988 e 1989) e 28 delle sue 29 vittorie assolute.

## Biografia

### La carriera nei rally
Appassionato sin dalla tenera età, Siviero si affaccia al mondo dei motori appena adolescente nel ruolo di organizzatore e pilota nella specialità della regolarità motociclistica, oggi nota come enduro. Compiuta la maggiore età, prosegue il suo cammino organizzando sfide tra amici ed iniziando a livello amatoriale la sua carriera di copilota.
Nel 1979 inizia dunque l'avventura come coppia fissa con il conterraneo Miki Biasion: coglierà con lui 28 delle 29 vittorie assolute in carriera, con l'eccezione del Rallye Catalunya, valido per il Campionato Europeo 1983, vinto alla destra di Adartico Vudafieri.
Dopo la vittoria del Gruppo 2 nel Campionato Italiano Rally 1980 a bordo dell'Opel Ascona 2000, l'equipaggio bassanese passa alla più potente Ascona 400 Gruppo 4 preparata da Virgilio Conrero, entrando dunque in competizione per la vittoria assoluta. La prima affermazione in coppia giunge infatti al Rally 100.000 Trabucchi 1982, stagione terminata al terzo posto assoluto nel Campionato Italiano.
Il 1983 è l'anno della chiamata in Lancia, che sancirà l'inizio di uno dei più fruttuosi binomi nella storia del motorsport italiano. Alla prima stagione sulla Lancia Rally 037 del Jolly Club, Siviero conquista contemporaneamente il titolo Europeo e Italiano, passando nel 1984 alla prima stagione di Campionato del Mondo.
Nel 1986 il bassanese approda alla formazione ufficiale Lancia, iniziando a correre per i colori Martini Racing. Dalla Delta S4 Gruppo B alle varie evoluzioni della Delta HF Gruppo A, tutti i modelli schierati dalla casa torinese sono protagonisti con a bordo Biasion e Siviero. Nel 1987 infatti, con appena una stagione all'attivo, il duo si laurea vice Campione del Mondo Rally per appena 6 punti. Nel 1988 e nel 1989, dopo due stagioni di assoluto dominio, arrivano dunque i due titoli mondiali. 
Dopo altri risultati di rilievo nel 1990 e 1991 sempre con i colori Lancia Martini, Siviero approda in Ford Motorsport dove concluderà nel 1994 la sua carriera nel Campionato del Mondo Rally.

### Il tout-terrain
Nel 1997, Siviero approda nel Campionato del Mondo Cross Country Rally, partecipando nei 10 anni successivi ai principali eventi della specialità, fino a diventare pilota ufficiale nel Rally Dakar per i team Fiat, Mitsubishi Ralliart (in coppia con Miki Biasion) e Nissan, con cui partecipa nel 2005 al fianco di Ari Vatanen, riportando la vittoria in due tappe dell'iconica gara africana.

### La carriera da organizzatore
L'interesse per l'organizzazione e l'aspetto tecnico del motorsport manifestati in adolescenza, si manterranno vivi in Siviero prima con l'iscrizione alla Facoltà di Ingegneria Meccanica dell'Università di Padova, frequentata per due anni, e in un secondo momento con la consulenza tecnica per manifestazioni di sempre maggiore rilievo.
Il bassanese arriva infatti, parallelamente alla sua attività di copilota, a ricoprire da metà degli anni '80 il ruolo di consulente nella scelta del percorso per il Rally di Sanremo di Campionato del Mondo, mentre nel 1985 è creatore del Memorial Bettega, la cui formula agonistica di sfida 1 contro 1 verrà poi esportata in tutto il mondo. 
Dal 1993 al 2004 è consulente per il Rally di Argentina di Campionato del Mondo Rally, mentre dal 1998 al 2007 è organizzatore in prima persona del Por Las Pampas Rally, gara valida per l'attuale Campionato del Mondo Rally Raid e dalle cui ceneri nascerà la fase sudamericana del Rally Dakar, che lo vedrà prima suo consulente dal 2008 al 2014 fino a ricoprire il ruolo di coordinatore sportivo nel 2015. Siviero continuerà a disegnare il percorso della gara fino alla prima edizione in Arabia Saudita nel 2020, divenendo poi Delegato Sicurezza FIA per il Campionato del Mondo Rally Raid fino all'incidente stradale occorsogli nel 2022.
Dal 2003 è il responsabile percorso e sicurezza del Rally Italia Sardegna di Campionato del Mondo, incarico che tuttora ricopre.
Dal 2024 è vicepresidente del Road Sport Committee della FIA.

## Vita privata
Dopo aver vissuto tra Italia e Argentina dal 1990 al 2010, Siviero si stabilisce all'Isola d'Elba dove vive attualmente. È padre di tre figli.
Nel settembre del 2022, rimane vittima di un grave incidente stradale mentre è a bordo della sua moto, riportando lesioni permanenti.

## Palmarès

### Rally

Siviero e Biasion, seduti sulla loro Lancia Rally 037 del Jolly Club, dopo la vittoria al Costa Smeralda del 1983.

Di seguito il palmarès del copilota nella qualità di navigatore di Miki Biasion.
- Campionato del mondo rally (1988 e 1989) su Lancia Delta Integrale
- Campionato europeo rally (1983) su Lancia Rally 037

Vittorie nel mondiale rally
| #  | Anno | Rally                | Pilota       | Vettura                    |
| -- | ---- | -------------------- | ------------ | -------------------------- |
| 1  | 1986 | Rally d'Argentina    | Miki Biasion | Lancia Delta S4            |
| 2  | 1987 | Rally di Montecarlo  | Miki Biasion | Lancia Delta 4WD           |
| 3  | 1987 | Rally d'Argentina    | Miki Biasion | Lancia Delta 4WD           |
| 4  | 1987 | Rally di Sanremo     | Miki Biasion | Lancia Delta 4WD           |
| 5  | 1988 | Safari Rally         | Miki Biasion | Lancia Delta Integrale     |
| 6  | 1988 | Rally dell'Acropoli  | Miki Biasion | Lancia Delta Integrale     |
| 7  | 1988 | Olympus Rally        | Miki Biasion | Lancia Delta Integrale     |
| 8  | 1988 | Rally di Sanremo     | Miki Biasion | Lancia Delta Integrale     |
| 9  | 1989 | Rally di Montecarlo  | Miki Biasion | Lancia Delta Integrale     |
| 10 | 1989 | Rally del Portogallo | Miki Biasion | Lancia Delta Integrale     |
| 11 | 1989 | Safari Rally         | Miki Biasion | Lancia Delta Integrale     |
| 12 | 1989 | Rally dell'Acropoli  | Miki Biasion | Lancia Delta Integrale     |
| 13 | 1989 | Rally di Sanremo     | Miki Biasion | Lancia Delta Integrale 16V |
| 14 | 1990 | Rally del Portogallo | Miki Biasion | Lancia Delta Integrale 16V |
| 15 | 1990 | Rally d'Argentina    | Miki Biasion | Lancia Delta Integrale 16V |
| 16 | 1993 | Rally dell'Acropoli  | Miki Biasion | Ford Escort RS Cosworth    |

### Rally raid
2002
- all'Italian Baja su Mitsubishi Pajero con Jean-Pierre Fontenay[4]
- all'Abu Dhabi Desert Challenge su Mitsubishi Pajero con Miki Biasion[4]

2003
- al Rally di Tunisia su Mitsubishi Pajero con Miki Biasion[4]